# Hugh Grosvenor (1884-1914)
Pour les articles homonymes, voir Hugh Grosvenor.
Le capitaine Lord Hugh William Grosvenor (6 avril 1884 - 30 octobre 1914) est le fils de Hugh Grosvenor (1er duc de Westminster) et de sa deuxième épouse, Katherine Cavendish.

## Biographie
Grosvenor est le commandant du C Squadron, 1st Life Guards, et est tué au combat, à l'âge de trente ans, pendant la Première Guerre mondiale .
L'unité de Lord Hugh s'est déployée à Zandvoorde et participe à la première bataille d'Ypres. Dans une position exposée pendant six jours, ils tiennent la tranchée peu profonde devant Zandvoorde sur la pente avant .
Il est initialement signalé comme ayant été fait prisonnier de guerre. Le Times rapporte un camarade déclarant que Lord Grosvenor a été blessé et que son cheval a été tué à la suite d'une «charge galante pour tirer le feu des batteries de campagne allemandes». Après le retrait des Life Guards, on le croit capturé après avoir échoué à monter un deuxième cheval . Cependant, on pense plus tard qu'il a été tué au combat le 30 octobre 1914 plutôt que capturé comme on le pensait initialement .
N'ayant pas de tombe connue, il est commémoré au Mémorial de la porte de Menin, à Ypres .

## Famille
Il épouse Lady Mabel Crichton, fille de John Crichton (4e comte Erne) et son épouse, Lady Florence Cole, fille de William Cole (3e comte d'Enniskillen), le 21 avril 1906. Ils ont:
- Gerald Grosvenor (4e duc de Westminster)
- Robert Grosvenor (5e duc de Westminster)